# お嬢様はイイナリみたいです!?
『お嬢様はイイナリみたいです!?』（おじょうさまはイイナリみたいです）は、2017年1月27日にevoLLより発売された18禁美少女アドベンチャーゲーム。

## ストーリー
数年ぶりに帰国した主人公は幼馴染のゆうりから共学化に反対する生徒会を説得するように懇願されるがあえなく敗退する。

## 登場人物
俊也 （としや）
主人公。数年ぶりに帰国してゆうりに協力する。
紫乃宮 ゆうり （しのみや ゆうり）
身長：162cm B96（F）/ W62/ H86
声 - 歩サラ
主人公の幼馴染で共学を支持する。以前は生徒会の一員だったが離脱した。
皆城 愛璃栖 （みなしろ ありす）
声 - 蓬かすみ
身長：164cm B95（F）/ W58/ H85
堅物で学園を女子高に戻そうとしているが学生を思う気持ちが強い生徒会長。主人公との勝負を通じて除所に隠された資質を開花していき、自身の心境の変化を戸惑いつつも受け入れていく。
衛藤 明日那 （えとう あすな）
声 - 八幡七味
身長：160cm B90（D）/ W58/ H83
お人好しで、愛璃栖だけを犠牲にしないように主人公との勝負に志願する。
井川 冬華 （いがわ とうか）
声 - 片倉ひな
身長：161cm B89（D）/ W59/ H84
最初は主人公との最悪の出会いが原因で毛嫌いしていたが勝負の過程で開発されて羞恥心を見せるようになる典型的なツンデレ。
史木 月乃 （ふみき つきの）
声 - 義仲愛
身長：146cm B76（A）/ W53/ H77
実家は有名な神社で、巫女で生徒会としての使命感から主人公との勝負に挑み、主人公を慕うようになっていく。

## スタッフ
- 原画：一葉モカ
- シナリオ： 華山
- 音楽 : i.o